# Розаріо Рампанті
Розаріо Рампанті (італ. Rosario Rampanti, нар. 13 березня 1949, Карбонія) — італійський футболіст, що грав на позиції півзахисника. По завершенні ігрової кар'єри — тренер.
Виступав, зокрема, за «Торіно» у складі якого став володарем Кубка Італії, а також молодіжну збірну Італії. Як тренер очолював ряд нижчолігових клубів.

## Клубна кар'єра
Народився 13 березня 1949 року в місті Карбонія. Вихованець футбольної школи клубу «Торіно». Дорослу футбольну кар'єру розпочав 1968 року в основній команді того ж клубу, в якій провів один сезон, взявши участь у 5 матчах чемпіонату. Не ставши основним гравцем, був відданий в оренду на сезон 1969/70 у клуб Серії В «Піза».
1970 року повернувшись у «Торіно» Рампанті став основним гравцем праваго флангу у команді протягом наступних чотирьох років, зігравши за цей час понад 100 матчів у Сері А і 1971 року виборов титул володаря Кубка Італії.
1974 року Розаріо перейшов у «Наполі», з яким став віце-чемпіоном Італії сезону 1974/75 під керівництвом Луїса Вінісіо, після чого перейшов у «Болонью», в якій провів свої два останні сезони у Серії А, а потім на правах оренди грав за «Брешію» у Серії В.
1979 року Рампанті виступав за австралійський клуб «АПІА Лейхгардт» у Національній футбольній лізі, зігравши 20 матчів, але того ж року повернувся на батьківщину, ставши гравцем СПАЛа, де провів наступні три сезони.
Завершив професійну ігрову кар'єру у клубі «Черретезе», за команду якого виступав протягом 1982—1984 років. За свою кар'єру він провів в цілому 172 матчів і 11 голів в Серії А і 148 матчів і 9 голів у Серії В.

## Виступи за збірну
1971 року залучався до складу молодіжної збірної Італії. На молодіжному рівні зіграв у 3 офіційних матчах.

## Кар'єра тренера
Розпочав тренерську кар'єру відразу ж по завершенні кар'єри гравця, 1984 року, очоливши дублюючу команду «Пізи», а наступного року увійшов до тренерського штабу першої команди.
1986 року став головним тренером команди «Беневенто». Тренував команду з Беневенто один рік, після чого працював з клубами «Лодіджані» та «Ареццо».
1990 року очолив молодіжну команду «Торіно», з якою працював 4 роки, вигравши 1991 та 1992 року молодіжний чемпіонат Італії. У 1994 році протягом перших трьох турів Серії А очолював першу команду «Торіно»
В подальшому очолював аматорські команди «Катіллон» та «Валле д'Аоста», а 1999 року був технічним комісаром з юнацької збірної Італії до 18 років під час юнацького чемпіонату Європи 1999 року, де Італія дійшла до фіналу, у якому зазнала поразки від Португалії (0:1).
З 28 квітня 2010 року став радником з питань спорту та демографічних послуг муніципалітету Монкальєрі в провінції Турин.

## Титули і досягнення

### Як гравця
- Володар Кубка Італії (1):

«Торіно»: 1970–71

### Як тренера
- Юнацький чемпіон Італії (2):

«Торіно»: 1990-91, 1991-92